# آئوب
شهر آئوب (به آلمانی: Aub) در ایالت بایرن در کشور آلمان واقع شده است.